# Germán Navas Talero
 Carlos Germán Navas Talero (Bogotá, 1 de abril de 1941) es un abogado, político y periodista colombiano. Fue Representante a la Cámara por Bogotá del Polo Democrático Alternativo hasta el 20 de julio de 2022.

## Trayectoria
Navas Talero es egresado de la Universidad La Gran Colombia y se especializó en Ciencias Penales y Penitenciarias en la Universidad Nacional de Colombia, estudió Cooperativismo en Israel y ha trabajado como profesor de Derecho Penal en diferentes universidades.
Igualmente ha trabajado en diversos cargos públicos como juez y ha escrito numerosas obras jurídicas, igualmente es recordado por su participación en el programa de televisión de los años 1980 Consultorio Jurídico en la televisión pública (Inravisión). 
En cargos de elección popular ha sido Representante a la Cámara por Bogotá durante el periodo, 1998 - 2002 y 2002 - 2006 como independiente y 2006 - 2010, 2010 - 2014, 2014 - 2018 y 2018 - 2022 como parte de la coalición de izquierda Polo Democrático Alternativo (PDA). 
En 2010 es designado segundo vicepresidente de la Cámara de Representantes para el periodo 2010-2011. En las elecciones para el periodo 2014-2018 alcanza la votación individual más alta a la Cámara de Representantes en Bogotá con 45.386 votos.

## Congresista de Colombia
En las Elecciones Legislativas de 1998 fue elegido representante a la Cámara por Bogotá con un total de 20.336 votos por el Movimiento Cívico Independiente, desde entonces ha sido reelecto en este cargo en cinco oportunidades. En las Elecciones de 2002  por el Movimiento Reconstrucción Democrática Nacional con 40.936 votos. En 2006 representado al Polo Democrático Alternativo obtiene 26.168 votos y en las elecciones de 2010 39.771 votos. En las elecciones de 2014 fue reelegido con la más alta votación de la circunscripción de Bogotá, con más de 45.000 votos. Finalmente en las elecciones de 2018 es el único representante electo por su partido con un total de 39.409 votos.
En diciembre de 2022 se conoció que Navas Talero sería embajador en Suecia pero en mayo de 2023 se informó que dicho nombramiento no sería realizado.